# Victoriasporrhöna
Victoriasporrhöna (Pternistis rufopictus) är en fågel i familjen fasanfåglar inom ordningen hönsfåglar.

## Utseende och läte
Victoriasporrhönan är en stor sporrhöna i grått och brunt samt med röd bar hud runt ögonen och på strupen. Vidare har den röd näbb, mörkgrå ben och teckningar i kastanjebrunt, svart och beige utmed buksidorna. I flykten syns ljusa fläckar i vingarna tydligt. Arten liknar rödstrupig sporrhöna men överlappar knappt i utbredningsområde med denna. Den har vidare bland annat bruna ben, ej röda. Victoriasporrhönan är även lik gulstrupig sporrhöna men skiljs lätt på röd eller ibland orangefärgad strupe, aldrig gul. Lätet är en avtagande serie med raspiga "kreaaak".

## Utbredning och systematik
Fågeln förekommer i nordvästra Tanzania (Victoriasjön till Serengeti och söderut till Wembere). Den behandlas som monotypisk, det vill säga att den inte delas in i några underarter.

### Släktestillhörighet
Tidigare placerades den i släktet Francolinus. Flera genetiska studier visar dock att Francolinus är starkt parafyletiskt, där arterna i Pternistis står närmare  t.ex. vaktlar i Coturnix och snöhöns. Även de svenska trivialnamnen på arterna i släktet har justerats från tidigare frankoliner till sporrhöns (från engelskans spurfowl) för att bättre återspegla släktskapet.

## Levnadssätt
Victoriasporrhönan hittas i rätt torr törnsavann, skogslandskap och buskmarker. Där ses den vanligen i par eller smågrupper.

## Status och hot
Arten har ett stort utbredningsområde, men tros minska i antal, dock inte tillräckligt kraftigt för att den ska betraktas som hotad. Internationella naturvårdsunionen IUCN listar arten som livskraftig (LC).